# 劉儼 (正統進士)
劉儼（1394年—1457年），字宣化，號時雨，江西吉水縣人，明朝政治人物。正統壬戌狀元，官至翰林院侍講。卒谥文介。

## 生平
永樂十五年（1417年）二十四歲中舉人，明英宗正統七年（1442年）壬戌科一甲第一名進士（狀元），授翰林院修撰，歷任侍講、右春坊大學士兼侍講，太常寺少卿兼侍讀，官至翰林侍講。卒於明英宗天順元年（1457年），贈禮部侍郎，諡文介。

## 事跡
正統壬戌進士金榜，新鄭邵進居榜尾。此後，劉儼曾致信邵進，自稱「年末」。有人對邵進挑撥說「劉公笑子殿甲尾」，邵進因此惱怒。劉儼聽聞，笑以詩解：「狀元本是龍頭選，龍尾分明屬邵卿。龍尾棹時天必雨，龍頭未必敢相輕。」邵進也為之解顏。
景泰五年（1454年），劉儼任順天鄉試主考官，黜大學士陳循、王文之子，幾得危禍，上級派高谷複查，高谷公正回報。

## 著作
有《劉文介公集》三十卷。